# Udírna

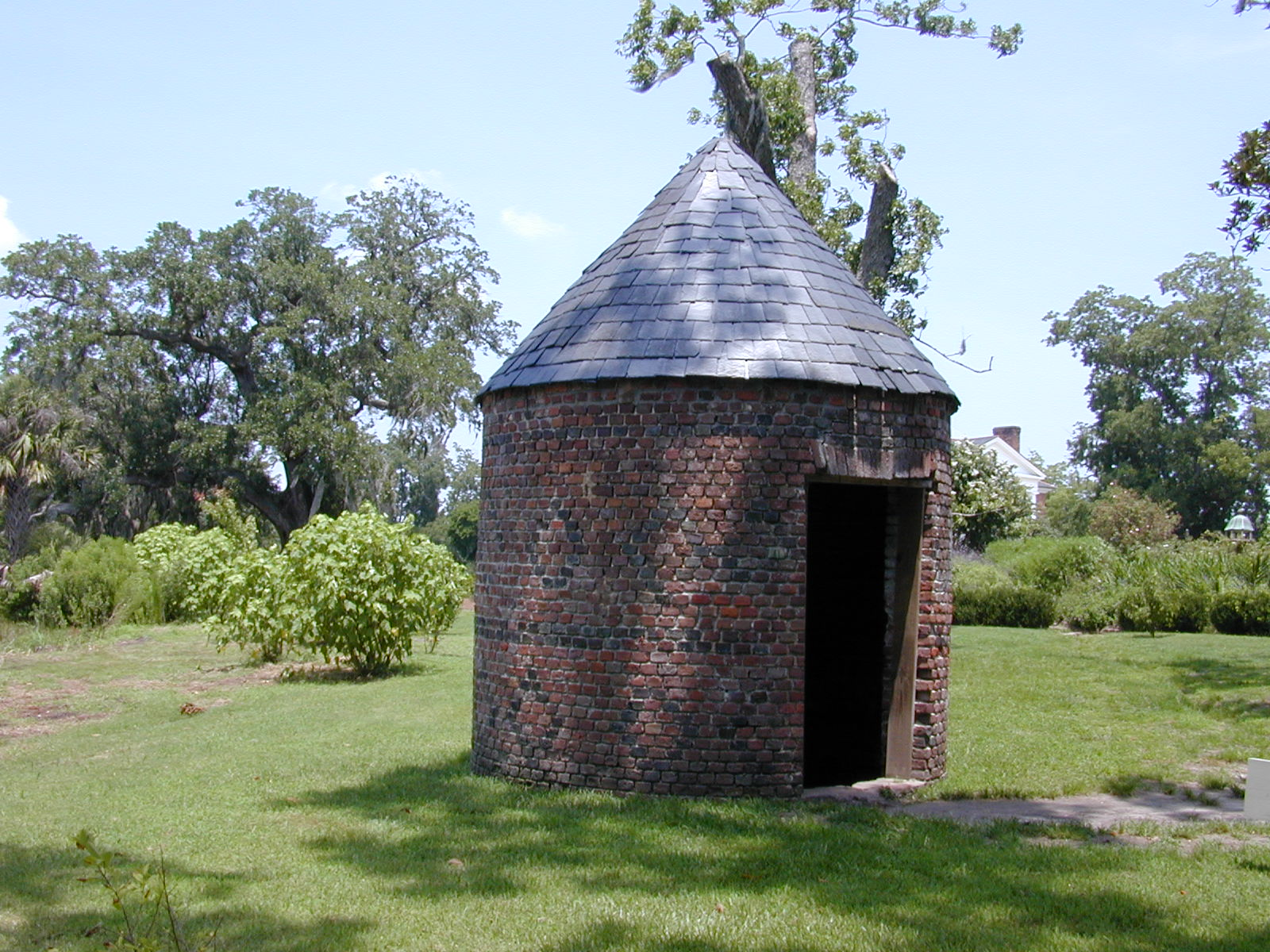
Zahradní udírna na Boone Hall Plantation.

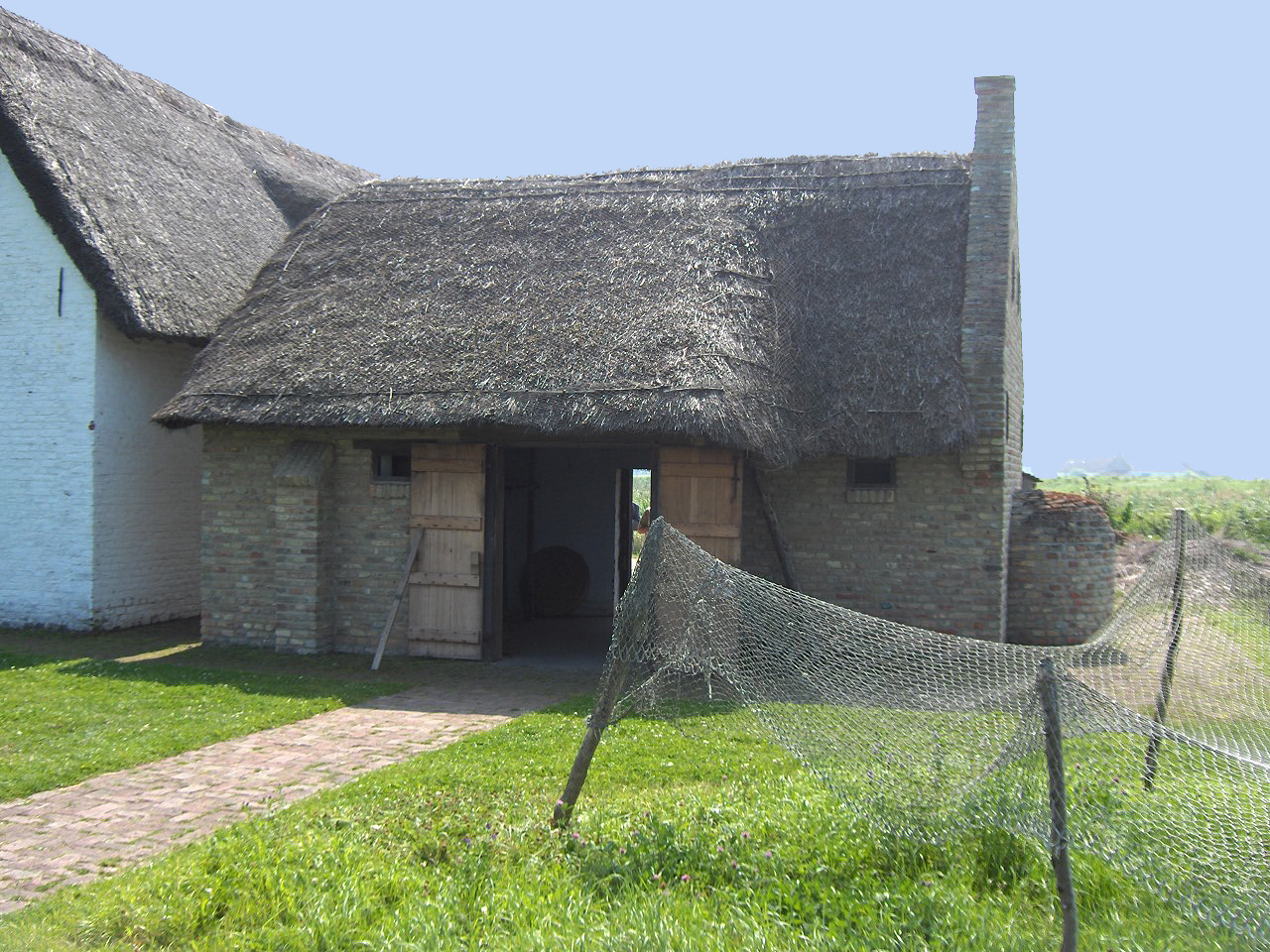
Udírna ve skanzenu

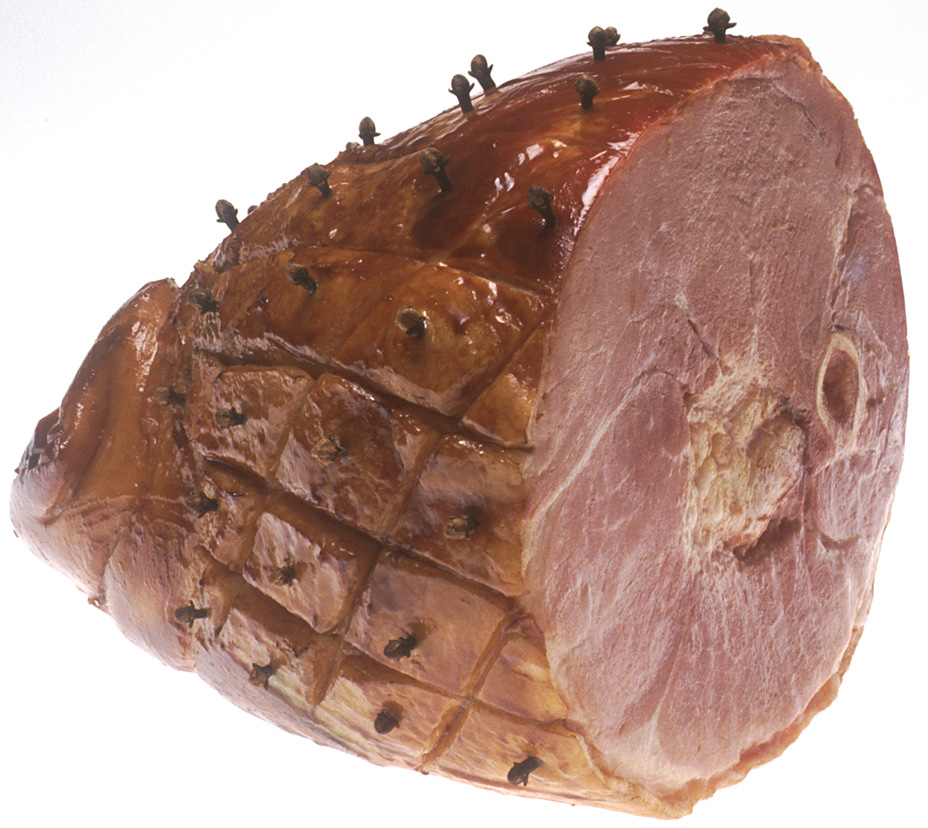
Vyuzená šunka

Udírna je zařízení k tepelné úpravě masa (ale i jiných produktů) pomocí kouře (uzení). Mimo masa se běžně udí například sýry, ale i pivo, whisky, zelenina, houby nebo i vejce.[zdroj?]
Maso se udí ze dvou hlavních důvodů:
- Při tepelném zpracování pomocí kouře dochází ke konzervaci a dle druhu uzení k prodloužení trvanlivosti výrobku.
- Uzení kladně ovlivňuje chuťové a vzhledové vlastnosti výsledného produktu.

## Historie
Historie tohoto způsobu zpracování masa spadá dle některých zdrojů až do období pravěku – je zřejmé, že podobným způsobem upravovali lidé maso před více než 80 000 léty. V dnešní době je možné díky moderním technologiím udit maso průmyslově za pomoci plně automatizovaných systémů. Stejně tak dobře ale mohou posloužit malé zahradní udírny, které jsou populární obzvláště na venkově. Každá země, každý kraj má specifické postupy uzení, přičemž některé místní produkty získaly celosvětový věhlas.

## Postupy přípravy
Způsob uzení lze v zásadě rozdělit do tří kategorií, dle teploty kouře.
- Uzení studeným kouřem – udí se za teploty 12-25 °C a vlhkosti 75-85%. Maso musí být před uzením zcela „suché“. Doba uzení se pohybuje v řádu dnů až týdnů. Tímto způsobem se udí především šunka a některé druhy salámů nebo klobás. Uzení za studena je poměrně dosti náročné, v České republice v rámci „chalupářských udíren“ takřka nepoužívané.
- Uzení teplým kouřem – maso se udí při teplotě 30-60 °C po dobu několika hodin – dle druhu masa. Maso je možné před uzením povařit při teplotě cca 60 °C. Tento způsob uzení je v domácích podmínkách nejčastější, výsledný produkt má ale menší trvanlivost než při uzení za studena.
- Uzení horkým kouřem – probíhá při teplotě 50-90 °C po dobu desítek minut až několika hodin. Hodí se například pro předvařenou šunku nebo klobásy, maso má ovšem při použití tohoto způsobu nízkou trvanlivost a ani chuť není tak výrazná a kvalitní.

## Typy udíren
Udíren existuje velké množství typů, základní princip každé udírny je však takřka vždy stejný. Udírna sestává z topeniště, kouřovodu (ten není bezpodmínečně nutný), udící komory a komínku nebo alespoň otvoru pro odvod kouře.
Velké průmyslové udírny jsou vyrobené z nerezové oceli, přičemž klima v udící komoře je udržováno automatem. Oproti tomu chalupářské či zahradní udírny mají jednodušší konstrukci, jako materiál se používá především dřevo nebo cihly a postavit si ji může každý zručnější domácí kutil. Nejjednodušší typ udírny, bez kouřovodu a komínku, lze vyrobit ze starého sudu nebo několika menších prken.
Základní typy udíren jsou tyto:
1. lihové – díky svým malým rozměrům a dobré skladnosti je lze výborně využít při pobytu ve volné přírodě
2. gril s udírnou – kombinované řešení grilu a udírny je možné lehce vyrobit nebo zakoupit jako hotový výrobek
3. domácí elektrické – malé udírny, které je možno použít i v kuchyni panelového domu
4. válcové – dosti často jsou prodávány jako teleskopické z nerezové oceli. Vhodné jsou zejména pro uzení ryb. Místo obvyklého dřevěného paliva se používá plynový nebo i elektrický vařič.
5. skříňové – zřejmě nejčastější typ udíren, který lze vidět na venkovských zahrádkách. Skříň může být postavena z oceli, dřeva, či cihel.
6. komorové – hojně využívané v historii, dnes jsou již spíše výjimkou.
7. vodní – při uzení se využívá vodní páry

## Princip fungování udírny
V České republice nejběžnější chalupářská udírna se skládá z
- topeniště
- kouřovodu
- udící komory
- komína

Konstrukce udírny může být ze dřeva, cihel, betonu, železa, kamene a dalších materiálů.
Topeniště a udící komora jsou odděleny kouřovodem. Kouřovod bývá cca 1,2 m dlouhý, veden horizontálně či s mírným stoupáním. Účelem kouřovodu je ochladit kouř vznikající hořením dřeva na požadovanou teplotu a zajistit, aby pokrmy byly uzeny pouze kouřem, neboť oheň, udržovaný za pomoci dřeva, je nestálý.
Topí se tvrdým dřevem. Měkké dřevo se používá pouze pro rozdělání ohně a vyhřátí udírny.
Tepelným rozkladem dřeva (hořením) dochází k destilaci a dřevo se rozkládá na vodu, dřevěné uhlí, dřevoplyn, dřevodehet, dřevoocet a dřevitou chuť a aroma. Udící kouř se skládá z přibližně 1000 složek, z nichž asi 500 přispívá k dosažení typického aroma. Hlavními činiteli uzení jsou alkoholy, organické kyseliny, aldehydy, ketony, fenoly a estery.
Přírodní kouř dává potravinám aroma, barvu a slouží jako konzervátor.
Při uzení (studeným, teplým nebo horkým kouřem) je nutné udržovat velice přesně vhodnou teplotu v udící komoře, kde jsou na hácích zavěšeny uzené pokrmy. Proto bývá udírna často vybavena teploměrem.
Doba uzení je závislá na použitých surovinách a teplotě kouře. Uzení masa předchází jeho dlouhá příprava při nakládání a nasolení, která trvá několik týdnů.